# White House (Engeland)
White House is een wijk in Ipswich, in het Engelse graafschap Suffolk. In 2001 telde de wijk 7467 inwoners.